# 中国评论周报
《中国评论周报》(The China Critic）是一份在民国时期創辦的英文杂志，由一群中国留学生在1928年5月31日在上海创刊。1940年，报社决定暂时停止出版。1945年8月23日，《中国评论周报》在香港复刊。该报因资金缺乏于1946年6月27日宣布再次停刊，共出版34卷694期。杂志开设了多个栏目，包括“时评（Editorial Paragraphs）”、“社论（Editorials）”、“专著（Special Articles）”、“一周大事记（Chief Events Of The Week）”、“中外论评（Press Comments）”、“新书介绍（Book Review）”、“读者论谈（Public Forum）”、“官方文件（Official Document）”等，覆盖时政、经济、教育、文化和社会问题。其中，时评和社论主要撰稿者也是周刊内部的编辑和记者。